# سانتياغو سيبيدا
سانتياغو سيبيدا (بالإسبانية: Santiago Cepeda)‏ هو صحفي وكاتب كولومبي، ولد في 1986 في بوغوتا في كولومبيا.